# Susanina zátoka
Susanina zátoka je záliv, který je částí Pugetova zálivu v americkém státě Washington. Na západě ji ohraničuje Caamañův ostrov, na východě pevnina, odkud se do ní vlévá řeka Stillaguamish. Na jihu ji se zbytkem Pugetova zálivu spojují záliv Possession a Saratožský průliv, zatímco na severu se nachází bažinatá úžina, spojující zátoku se Skagitským zálivem. 

## Historie
Na přelomu května a června 1792 objevila zátoku expedice George Vancouvera, která ji dala jméno po Lady Susan, ženě bývalého Vancouverova velitele, Alana Gardnera. Většinu zátoky ale prozkoumaly lodě pod velením Vancouverova důstojníka, Josepha Whidbeyho. 